# Садящият царевица
Садящият царевица (Джон Абеел ‖‖‖), , поради опитите му да разработи насаждения с тази земеделска култура, известен на сенеките като Gaiänt'wace (Gyantwachia, или като Kaiiontwa'kon, Kaintwakon), а на англичаните като Корнплентър (на английски: Cornplanter). Син е на жена-сенека, на име Га-он-не-не - Тази, която отива на реката и търговеца на алкохол и главен снабдител с него на местните индианци Йоханес „Джон“ Абеел, чийто произход не е напълно изяснен - ирландец или холандец. Като дете живее най-вече с майка си и с индианците, а баща му има и друго семейство - във Форт Плейн, Ню Йорк.
Военен вожд и съветник на сенеките, роден между 1732 г. и 1746 г. в Канадагус на река Дженеси в Ню Йорк, Садящият царевица участва за първи път като военен вожд във Френската и индианска война и присъства на поражението на генерал Брадок. По време на Американската революция, през 1777 г., Съветът на Лигата на ирокезите гласува да вземат страната на британците в конфликта, в противовес се с мнението на Садящият царевица, който е за запазване на неутралитет. Изпълнявайки решението им, той обединява силите си с рейнджърите на Дж. Бътлър при опустошаването на долината Уайоминг и долината Чери, при което са избити голям брой заселници и патриоти - привърженици на независимостта на Тринадесетте колонии. По време на тези нападения случайно е заловен и бащата на Садящия царевица, който го познава, въпреки че го е виждал рядко дотогава. Вождът го кани при сенеките, но старецът отказва и избира да се върне при белите. Омъщавайки за сътрудничеството им с лоялистите, генерал Джордж Вашингтон праща майор Джон Съливан срещу индианците и между май и септември 1777 г. той унищожава много ирокезки села. След войната вождът прави опити за помирение с американците, в хода на които на него и хората му е присъдена земя по поречието на река Алигени и са подписани между тях няколко договора, включително и този от Форт Стануик през 1784 г. Но отношенията между туземците и заселниците продължават да бъдат враждебни и през 1790 г. Садящият царевица посещава Филаделфия, за да се срещне с Вашингтон (вече - президент на новобразуваните Съединени американски щати) и да протестира за отношението към племето му. В следващите години той предприема множество пътувания до градовете в опит да изучи навиците на американците, смятайки че това ще е полезно за отношенията между ирокезите и тях. Отново с тази цел Садящият царевица  кани квакери да се заселят при сенеките, за да ги научат на нови умения. По-късно става последовател на своя полубрат Красивото езеро, който проповядва за връщане към старите традиции и изолационизъм. В резултат на това, Садящият царевица унищожава всичко, което са му подарили белите, а заселниците-квакери - прогонва от територията на народа си. Въпреки това запазва относително добри отношения с правителството - във Войната от 1812 г. взима страната на американците, макар той и хората му да не участват във военните действия. Умира през 1836 г.